# Campeonato Mundial de Remo
El Campeonato Mundial de Remo es la máxima competición internacional del deporte de remo. Es organizado desde 1962 por la Federación Internacional de Sociedades de Remo (FISA). Actualmente se realiza cada año. 
La participación femenina data de 1974. Las competiciones de embarcaciones ligeras se incluyeron en el programa por primera vez en 1974 para los hombres y en 1985 para las mujeres.

## Ediciones
| Núm.    | Año  | Sede                 | País                    | Canal o lago                              |
| ------- | ---- | -------------------- | ----------------------- | ----------------------------------------- |
| I       | 1962 | Lucerna              | Suiza                   | Lago Rot                                  |
| II      | 1966 | Bled                 | Yugoslavia              | Lago de Bled                              |
| III     | 1970 | St. Catharines       | Canadá                  | Martindale Pond                           |
| IV      | 1974 | Lucerna              | Suiza                   | Lago Rot                                  |
| V       | 1975 | Nottingham           | Reino Unido             | Holme Pierrepont                          |
| VI      | 1976 | Villach              | Austria                 | Lago Ossiacher                            |
| VII     | 1977 | Ámsterdam            | Países Bajos            | Bosbaan                                   |
| VIII    | 1978 | Cambridge Copenhague | Nueva Zelanda Dinamarca | Lago Karapiro Lago Bagsværd               |
| IX      | 1979 | Bled                 | Yugoslavia              | Lago de Bled                              |
| X       | 1980 | Malinas              | Bélgica                 | Hazewinkel                                |
| XI      | 1981 | Múnich               | RFA                     | Canal Olímpico de Múnich                  |
| XII     | 1982 | Lucerna              | Suiza                   | Lago Rot                                  |
| XIII    | 1983 | Duisburgo            | RFA                     | Canal de Regatas de Wedau                 |
| XIV     | 1984 | Montreal             | Canadá                  | Canal Olímpico de Notre-Dame              |
| XV      | 1985 | Malinas              | Bélgica                 | Hazewinkel                                |
| XVI     | 1986 | Nottingham           | Reino Unido             | Holme Pierrepont                          |
| XVII    | 1987 | Copenhague           | Dinamarca               | Lago Bagsværd                             |
| XVIII   | 1988 | Milán                | Italia                  | Idroscalo                                 |
| XIX     | 1989 | Bled                 | Yugoslavia              | Lago de Bled                              |
| XX      | 1990 | Tasmania             | Australia               | Lago Barrington                           |
| XXI     | 1991 | Viena                | Austria                 | Río Danubio                               |
| XXII    | 1992 | Montreal             | Canadá                  | Canal Olímpico de Notre-Dame              |
| XXIII   | 1993 | Račice               | República Checa         | Centro Internacional de Regatas           |
| XXIV    | 1994 | Indianápolis         | Estados Unidos          | Eagle Creek                               |
| XXV     | 1995 | Tampere              | Finlandia               | Lago Kaukajärvi                           |
| XXVI    | 1996 | Motherwell           | Reino Unido             | Lago Strathclyde                          |
| XXVII   | 1997 | Aiguebelette         | Francia                 | Lago de Aiguebelette                      |
| XXVIII  | 1998 | Colonia              | Alemania                | Lago Fühlinger                            |
| XXIX    | 1999 | St. Catharines       | Canadá                  | Martindale Pond                           |
| XXX     | 2000 | Zagreb               | Croacia                 | Lago Jarun                                |
| XXXI    | 2001 | Lucerna              | Suiza                   | Lago Rot                                  |
| XXXII   | 2002 | Sevilla              | España                  | Río Guadalquivir                          |
| XXXIII  | 2003 | Milán                | Italia                  | Idroscalo                                 |
| XXXIV   | 2004 | Bañolas              | España                  | Lago de Bañolas                           |
| XXXV    | 2005 | Kaizu                | Japón                   | Río Nagara                                |
| XXXVI   | 2006 | Eton                 | Reino Unido             | Lago Dorney                               |
| XXXVII  | 2007 | Múnich               | Alemania                | Canal Olímpico de Múnich                  |
| XXXVIII | 2008 | Ottensheim           | Austria                 | Río Danubio                               |
| XXXIX   | 2009 | Poznań               | Polonia                 | Lago Malta                                |
| XL      | 2010 | Cambridge            | Nueva Zelanda           | Lago Karapiro                             |
| XLI     | 2011 | Bled                 | Eslovenia               | Lago de Bled                              |
| XLII    | 2012 | Plovdiv              | Bulgaria                | Río Maritsa                               |
| XLIII   | 2013 | Chungju              | Corea del Sur           | Lago Tangeum                              |
| XLIV    | 2014 | Ámsterdam            | Países Bajos            | Bosbaan                                   |
| XLV     | 2015 | Aiguebelette         | Francia                 | Lago de Aiguebelette                      |
| XLVI    | 2016 | Róterdam             | Países Bajos            | Canal de Guillermo Alejandro              |
| XLVII   | 2017 | Sarasota             | Estados Unidos          | Parque Nathan Benderson                   |
| XLVIII  | 2018 | Plovdiv              | Bulgaria                | Río Maritsa                               |
| XLIX    | 2019 | Ottensheim           | Austria                 | Río Danubio                               |
| —       | 2020 | Bled (cancelado)     | Eslovenia               | Lago de Bled                              |
| —       | 2021 | Shanghái (cancelado) | China                   | Lago Dianshan                             |
| L       | 2022 | Račice               | República Checa         | Centro Internacional de Remo y Piragüismo |
| LI      | 2023 | Belgrado             | Serbia                  | Parque Ada Ciganlija                      |
| LII     | 2024 | St. Catharines       | Canadá                  | Martindale Pond                           |
| LIII    | 2025 | Shanghái             | China                   | Lago Dianshan                             |
| LIV     | 2026 | Ámsterdam            | Países Bajos            | Bosbaan                                   |
| LV      | 2027 | Lucerna              | Suiza                   | Lago Rot                                  |

1. ↑  En Copenhague fueron realizadas las competiciones de las categorías ligeras.
2. 1 2 3 4 5 6 7 8 9 10  Se disputaron sólo las clases no olímpicas.

## Medallero histórico
- Actualizado a St. Catharines 2024.

| Núm. | País            | Oro | Plata | Bronce | Total |
| ---- | --------------- | --- | ----- | ------ | ----- |
| 1    | Alemania        | 203 | 143   | 120    | 466   |
| 2    | Italia          | 93  | 70    | 55     | 218   |
| 3    | Reino Unido     | 74  | 73    | 65     | 212   |
| 4    | Estados Unidos  | 65  | 81    | 94     | 240   |
| 5    | Nueva Zelanda   | 51  | 33    | 29     | 113   |
| 6    | Australia       | 47  | 46    | 47     | 140   |
| 7    | Rumania         | 41  | 44    | 46     | 131   |
| 8    | Rusia           | 36  | 52    | 38     | 126   |
| 9    | Dinamarca       | 34  | 28    | 33     | 95    |
| 10   | Francia         | 32  | 44    | 27     | 103   |
| 11   | Canadá          | 28  | 33    | 46     | 107   |
| 12   | Países Bajos    | 24  | 51    | 45     | 120   |
| 13   | Suiza           | 17  | 16    | 15     | 48    |
| 14   | China           | 17  | 10    | 23     | 50    |
| 15   | Irlanda         | 16  | 8     | 12     | 36    |
| 16   | Polonia         | 14  | 21    | 17     | 52    |
| 17   | Noruega         | 14  | 8     | 12     | 34    |
| 18   | Bielorrusia     | 11  | 6     | 10     | 27    |
| 19   | Austria         | 10  | 7     | 9      | 26    |
| 20   | Bulgaria        | 9   | 12    | 14     | 35    |
| 21   | República Checa | 7   | 26    | 23     | 56    |
| 22   | Grecia          | 7   | 13    | 10     | 30    |
| 23   | Croacia         | 7   | 6     | 5      | 18    |
| 24   | España          | 6   | 9     | 16     | 31    |
| 25   | Eslovenia       | 4   | 6     | 6      | 16    |
| 25   | Hungría         | 4   | 6     | 6      | 16    |
| 27   | Ucrania         | 3   | 6     | 6      | 15    |
| 28   | Finlandia       | 3   | 4     | 4      | 11    |
| 29   | Lituania        | 3   | 3     | 2      | 8     |
| 30   | Bélgica         | 2   | 7     | 8      | 17    |
| 31   | Suecia          | 2   | 4     | 6      | 12    |
| 32   | Sudáfrica       | 2   | 2     | 4      | 8     |
| 33   | Chile           | 1   | 3     | 1      | 5     |
| 34   | Serbia          | 1   | 2     | 10     | 13    |
| 35   | Japón           | 1   | 2     | 1      | 4     |
| 36   | Argentina       | 1   | 1     | 5      | 7     |
| 37   | México          | 1   | 1     | 0      | 2     |
| 38   | Brasil          | 1   | 0     | 2      | 3     |
| 39   | Cuba            | 0   | 2     | 1      | 3     |
| 40   | Estonia         | 0   | 1     | 6      | 7     |
| 41   | Eslovaquia      | 0   | 1     | 2      | 3     |
| 42   | Paraguay        | 0   | 1     | 0      | 1     |
| 42   | Perú            | 0   | 1     | 0      | 1     |
| 44   | Moldavia        | 0   | 0     | 2      | 2     |
| 44   | Turquía         | 0   | 0     | 2      | 2     |
| 46   | Portugal        | 0   | 0     | 1      | 1     |
| 46   | Zimbabue        | 0   | 0     | 1      | 1     |
|      | TOTAL           | 892 | 893   | 887    | 2672  |

1. ↑  Incluye las medallas obtenidas por la RFA y la RDA entre 1949 y 1990.
2. ↑  Incluye las medallas obtenidas por la URSS.
3. ↑  Incluye las medallas obtenidas por Checoslovaquia.
4. ↑  Incluye las medallas obtenidas por la RFS de Yugoslavia y la RF de Yugoslavia.